# 小林吉隆
小林 吉隆（こばやし よしたか）は、戦国時代から安土桃山時代にかけての武将。朝倉氏の家臣。通称は三郎二郎。

## 生涯
永禄11年（1568年）、足利義昭が越前一乗谷の朝倉義景の朝倉館を訪ねた際には斎藤屋敷の警護を行った。
元亀元年（1570年）、織田信長が越前敦賀郡に侵攻して金ヶ崎城を落としたときは五百余騎を率いて、義景の脇備として出陣した。
天正2年（1574年）、七里頼周を大将とした一向一揆が蜂起し、富田長繁を襲って合戦になった。このとき朝倉景健が長繁を助けなかったため、長繁は長泉寺の高山の景健の陣を攻めようとしたが、吉隆はこのとき助けていた長繁を心違いして鉄砲で撃ち落とし、長繁の首を取った。